# ФК „Слога“ (Добой)
ФК „Слога“ е босненски футболен клуб от град Добой, Република Сръбска. Основан е на 19 юли 1945 г. в Демократична Федеративна Югославия Домакинските си мачове отборът провежда на стадион „Луке“, с капацитет за 3000 зрители. Участва във Висшата лига на Босна и Херцеговина, като дебютът и е през 2021/22.

## Успехи
Босна и Херцеговина
- Първа лига
  - 7-мо място (1): 2023/24
- Купа на Босна и Херцеговина
  -  1/4 финалист (1): 2009/10
- Втора лига
  -  2-ро място (2): 1998/99 (Център), 2000/01 (Запад)
- Първа футболна лига на Република Сръбска
  -  2-ро място (3): 2007/08, 2011/12, 2021/22
  -  3-то място (1): 1996/97 (Запад)
- Друга лига на Република Сръбска (3 ниво)
  -  Победител (2): 2002/03 (Запад), 2015/16 (Запад)
  -  3-то място (1): 2019/20 (Запад)
- Купа на Република Сръбска
  -  Финалист (2): 1993/94, 2004/05

 СФРЮ
- Купа на Югославия
  - 1/4 финалист (1): 1981/82
- Втора лига на Югославия
  -  2-ро място (1): 1952 (група 2B Тузла)
  -  3-то място (1): 1952/53 (група Тузла)
- Подфедерална футболна лига/Зона Босна и Херцеговина/Междузонална лига/Републиканска лига Босна и Херцеговина
  -  Победител (5): 1958/59 (група Тузла), 1960/61 (група Тузла), 1972/73 (група Тузла), 1982/83 (лига БИХ), 1985/86 (лига БИХ)
  -  2-ро място (6): 1959/60 (група Тузла), 1969/70 (група Тузла), 1971/72 (група Тузла), 1973/74 (liga BiH), 1975/76 (лига БИХ), 1981/82 (лига БИХ)
  -  3-то място (3): 1947/48 (Тузлански окръг. IX.група), 1966/67 (група Тузла), 1967/68 (група Тузла)
- Шампионат на Босна и Херцеговина
  -  Победител (2): 1982/83, 1985/86
  -  2-ро място (3): 1973/74, 1975/76, 1981/82